# Amanuel Gebremichael
Amanuel Gebremichael Aregwai (ur. 5 lutego 1999) – etiopski piłkarz grający na pozycji prawoskrzydłowego. Od 2020 jest zawodnikiem klubu Saint-George SA.

## Kariera klubowa
Swoją karierę piłkarską Amanuel rozpoczął w klubie Mekelle 70 Enderta FC. W sezonie 2017/2018 zadebiutował w jego barwach w pierwszej lidze etiopskiej. W sezonie 2018/2019 wywalczył z nim mistrzostwo Etiopii. W 2020 przeszedł do Saint-George SA.

## Kariera reprezentacyjna
W reprezentacji Etiopii Amanuel zadebiutował 5 grudnia 2017 roku w przegranym 0:1 meczu Pucharu CECAFA 2017 z Sudanem Południowym rozegranym w Kamkamedze. W 2022 roku został powołany do kadry na Puchar Narodów Afryki 2021. Rozegrał na nim trzy mecze grupowe: z Republiką Zielonego Przylądka (0:1), z Kamerunem (1:4) i z Burkiną Faso (1:1).